# Josefine Preuß
Josefine Preuß (Zehdenick, 13 gennaio 1986) è un'attrice tedesca.

## Biografia
Josefine Preuß è nata a Zehdenick, Brandeburgo, in Germania, vicino a Berlino. Il suo ruolo principale è stato quello in Schloss Einstein, una trasmissione televisiva per bambini in cui ha interpretato Anna Reichenbach, dal 1999 al 2001. La Preuß ha anche preso parte a molti altri film e trasmissioni come Abschnitt 40 o The School Trip. Dopo aver vinto un premio della televisione tedesca nel 2005, ha interpretato Lena, il personaggio principale, nella commedia televisiva familiare Kebab for Breakfast. Come Josi ha condotto Quergelesen, uno show televisivo per bambini riguardante libri. Ha recitato anche in French kissing - A caccia di baci nel ruolo della francese Sophie.
Ha recitato nel film tedesco del 2007 Stühle im Schnee nel ruolo di Klara, una quattordicenne vittima di abusi da parte di Thomas, un trentenne, oltre che nel film comico in ProSieben FunnyMovie - Eine wie keiner, distribuito in Germania nel marzo 2008, in cui interpreta Melli, una impacciata ragazza occhialuta che si trasferisce in una grande città ed è vista come una strana e poco popolare.

## Filmografia

### Cinema
- Jargo, regia di Maria Solrun (2004)
- Afterhour, regia di Irma Stelmach – cortometraggio (2006)
- Stühle im Schnee, regia di Florian Anders – cortometraggio (2007)
- Woman in Love (Rubbeldiekatz), regia di Detlev Buck (2011)
- Türkisch für Anfänger, regia di Bora Dagtekin (2012)
- Ruby Red (Rubinrot), regia di Felix Fuchssteiner (2013)
- Lost Place, regia di Thorsten Klein (2013)
- Irre sind männlich, regia di Anno Saul (2014)
- Ruby Red II (Saphirblau), regia di Felix Fuchssteiner e Katharina Schöde (2014)
- Ruby Red III (Smaragdgrün), regia di Felix Fuchssteiner e Katharina Schöde (2016)

### Televisione
- Castle Einstein (Schloss Einstein) – serie TV, 115 episodi (2001-2006)
- Pengo! Steinzeit! – serie TV (2002)
- Sabine!! – serie TV, episodio 1x02 (2004)
- The School Trip (Klassenfahrt - Geknutscht wird immer), regia di Lars Montag – film TV (2004)
- In aller Freundschaft – serie TV, episodio 7x31 (2005)
- Abschnitt 40 – serie TV, 5 episodi (2005-2006)
- Kebab for Breakfast (Türkisch für Anfänger) – serie TV (2006-2008)
- French kissing - A caccia di baci (Schüleraustausch - Die Französinnen kommen), regia di Konrad Sattler – film TV (2006)
- Die Spezialisten: Kripo Rhein-Main – serie TV, episodio 1x07 (2006)
- Küss mich, Genosse!, regia di Franziska Meyer Price – film TV (2007)
- Squadra Speciale Colonia (SOKO Köln) – serie TV, episodio 4x04 (2007)
- Im Namen des Gesetzes – serie TV, episodio 11x08 (2007)
- Un caso per due (Ein Fall für zwei) – serie TV, episodio 27x06 (2007)
- Squadra speciale Lipsia (SOKO Leipzig) – serie TV, episodio 10x03 (2007)
- Beutolomäus und die Prinzessin – serie TV, 11 episodi (2007)
- Die ProSieben Märchenstunde – serie TV, episodi 4x04-5x05 (2007-2012)
- Stolberg – serie TV, episodio 3x01 (2008)
- ProSieben FunnyMovie - Eine wie keiner, regia di Marco Petry – film TV (2008)
- Das Duo – serie TV, episodio 1x16 (2008)
- Zwerg Nase, regia di Felicitas Darschin – film TV (2008)
- Dell & Richthoven – serie TV, episodio 1x02 (2008)
- Der Stinkstiefel, regia di Thomas Nennstiel – film TV (2009)
- Guardia costiera (Küstenwache) – serie TV, episodio 13x07 (2009)
- Richterin ohne Robe, regia di Ulrich Zrenner – film TV (2009)
- Tatort – serie TV, episodi 743-773-893 (2009-2014)
- Lotta & die alten Eisen, regia di Edzard Onneken – film TV (2010)
- Der Staatsanwalt – serie TV, episodio 4x03 (2010)
- Danni Lowinski – serie TV, episodio 1x07 (2010)
- Circle of Life (Familie Dr. Kleist) – serie TV, episodio 4x05 (2010)
- Doctor's Diary (Doctor's Diary - Männer sind die beste Medizin) – serie TV, episodio 3x05 (2011)
- Im besten Alter, regia di Felicitas Darschin – film TV (2011)
- Il triangolo delle Bermuda - Mare del Nord (Bermuda-Dreieck Nordsee), regia di Nick Lyon – film TV (2011)
- Beate Uhse - Das Recht auf Liebe, regia di Hansjörg Thurn – film TV (2011)
- Die Apps, regia di Andi Knaup – film TV (2012)
- Lotta & die großen Erwartungen, regia di Edzard Onneken – film TV (2012)
- Una famiglia (Das Adlon. Eine Familiensaga) – miniserie TV (2013)
- Lotta & die frohe Zukunft, regia di Gero Weinreuter – film TV (2013)
- La pellegrina (Die Pilgerin) – miniserie TV (2014)
- Die Hebamme, regia di Hannu Salonen – film TV (2014)
- Alles muss raus – miniserie TV (2014)
- Lotta & das ewige Warum, regia di Joseph Orr – film TV (2015)
- Nord Nord Mord - Clüvers Geheimnis, regia di Anno Saul – film TV (2015)
- Dr. Nice - serie TV, 9+ episodi (2023-...)

## Doppiatrici italiane
Nelle versioni in italiano dei suoi film, Josefine Preuß è stata doppiata da:
- Gaia Bolognesi in La pellegrina
- Letizia Scifoni in Kebab for Breakfast
- Barbara De Bortoli in Una famiglia
- Renata Bertolas in French Kissing - A caccia di baci